# Matanza de ganado

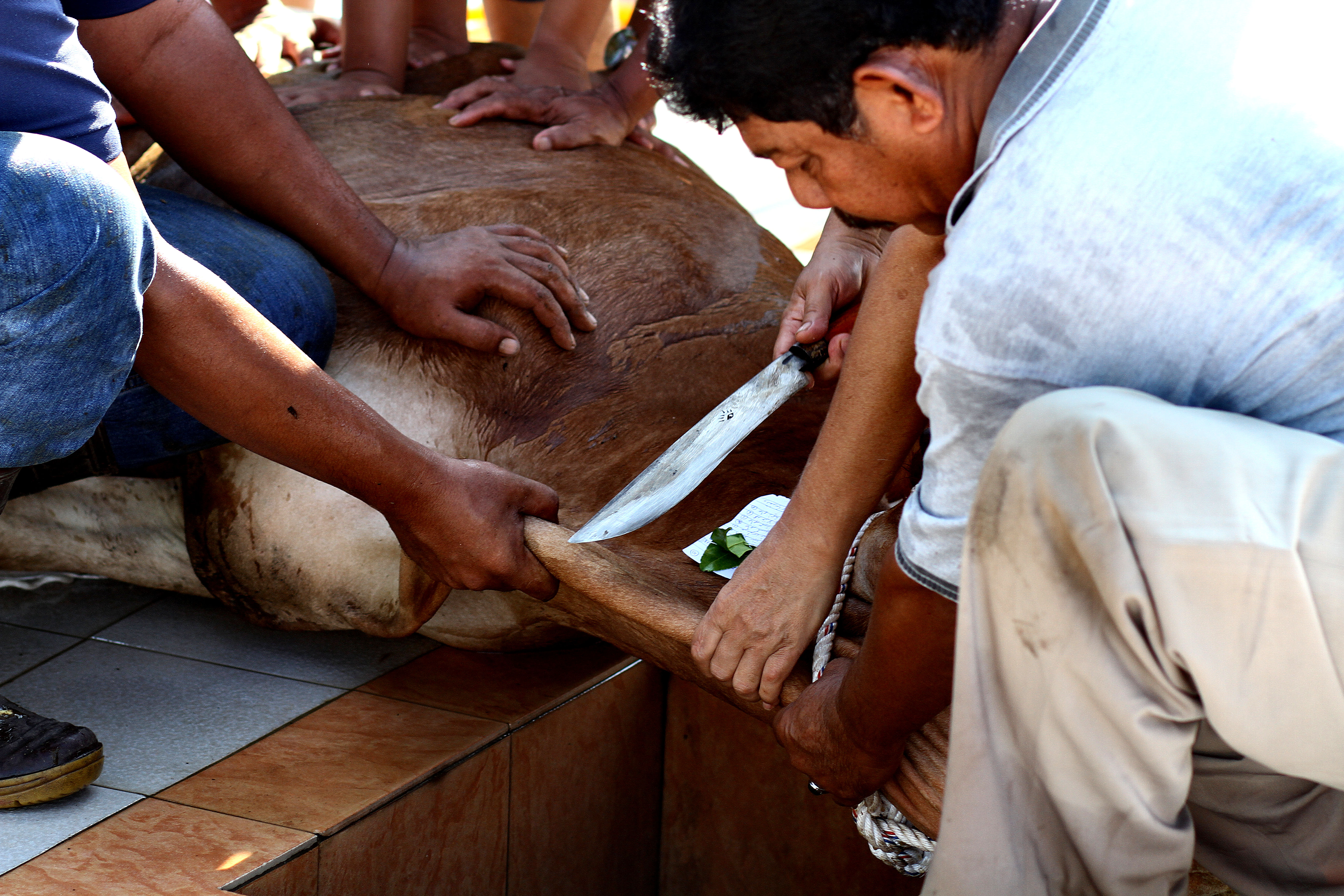
Espécimen de Bos primigenius taurus segundos antes de ser sacrificado para consumo humano en la India.

La matanza, el sacrificio de ganado o la faena es el acto de matar el ganado para el consumo humano, habitualmente llevada a cabo en unas instalaciones específicas denominadas mataderos. En la industria alimentaria moderna, concretamente en la industria cárnica, la matanza o sacrificio de ganado se produce en un proceso ordenado sanitariamente con el objeto de obtener su carne en condiciones óptimas. El tradicional sacrificio de ganado en el domicilio ha pasado a ser considerado una práctica irregular, prohibida en muchos países. En algunas religiones, como el islam y el judaísmo, la matanza del ganado ha de realizarse en determinadas condiciones rituales (halal, kosher), lo que en la época medieval exigía el mantenimiento de distintas carnicerías. En los últimos años, la matanza de ganado ha venido siendo objeto de críticas desde los partidarios del reconocimiento de derechos de los animales.
En algunas zonas de Hispanoamérica el proceso se denomina faenado o faenamiento.

## Procedimiento
El jefe de veterinarios del establecimiento público o privado, es la autoridad responsable de llevar a cabo el protocolo para el faenamiento, debe controlar exhaustivamente el proceso.

### Proceso
- Recepción: se deberá ubicar a los animales que van a ser faenados en los corrales, para cumplir con las medidas sanitarias de prevención, durante el tiempo que determine la autoridad veterinaria.
- Oreo y duchado: cumplido con los tiempos sanitarios acordados y habiéndose aceptado a los animales que van al faenamiento, se trasladan a los mismos al duchado, para someterlos a una higienización inicial.
- Noqueo o aturdimiento: el noqueo del animal puede ser físico o eléctrico, se insensibiliza al animal a ser sacrificado para evitarles sufrimiento a la hora del degüello.
- Izado: se cuelgan a los animales de los cuartos traseros, en un gancho adherido a un riel para facilitar su movilidad en el proceso de desangrado y posteriores pasos de la faena.
- Sangrado y degüello: se les produce un corte en las arterias del cuello del animal (estando boca abajo) para que el animal se desangre, la sangre es recogida en una canaleta especial, para su posterior aprovechamiento en la fabricación de embutidos (Morcilla).
- Escaldado: es el método empleado para separar los pelos y las cerdas del cuero del animal, principalmente de los porcinos.
- Corte de patas y cabeza: se procede a cortar las patas y la cabeza del animal.
- Insuflado o desollado: es un procedimiento que se realiza aplicando aire a presión entre el cuero y la carnosidad, para facilitar el desollado del animal.
- Depilado: en esta etapa se procede a desprender la cerda, pelo o plumas de los animales, mediante un método manual o mecánico.
- Eviscerado: un operario procede a extraer los órganos internos de cada animal, llamados víscera.
- Fisurado: es la incisión longitudinal del esternón y la columna vertebral, que se realiza sobre el animal faenado, mediante una sierra eléctrica, neumática o en forma manual mediante una sierra de mano.
- Inspección veterinaria post mortem: los animales faenados, son revisados por el veterinario para determinar su integridad orgánica y estado sanitario.
- Higiene y desinfección de las partes comprometidas del animal: es la aplicación de agua a presión y o ácido orgánico sobre las superficies corporales, para desinfectar al animal de posibles contaminaciones propias del manipuleo y el eviscerado.
- Frío: se debe mandar el producido del faenamiento al sector de frío para bajar la temperatura a 7°C.

## Procedimientos variables
Los procedimientos detallados pueden variar según el tipo de carne a tratar, existen establecimientos especiales para faenar aves de corral (carne blanca), establecimientos especiales para el faenamiento de pescado (carne blanca) y para los animales mayores, tal como los bovinos y los equinos (carnes rojas) y animales menores, ovinos, caprinos, porcinos (carne roja).

### Carnes rojas
Se consideran carnes rojas las provenientes de:
- bovinos
- ovinos (adultos)
- caprinos
- equino
- porcino (adulto)
- otros: animales exóticos tal como el ciervo o el jabalí.

### Carnes blancas
Se consideran carnes blancas a las provenientes de:
- Ave de corral
- Pescado
- porcino, mientras es joven (cochinillo)
- ovino, mientras es joven (cordero)

## Aspectos bioéticos
En concordancia a las prácticas bioéticas de bienestar animal, algunas legislaciones, como en España, han prohibido y sancionado la matanza de ganado sin un procedimiento que evite al máximo el dolor del animal hasta su muerte y la duración de la agonía, como la matanza de porcinos a cuchillo sin un previo aturdimiento. La normativa de la Unión Europea regula esta situación mediante el «Reglamento de protección de los animales en el momento de la matanza», documento elaborado por el Consejo Europeo en 2009.